# Valprionde
Valprionde korábbi község Franciaországban, Lot megyében. Lakosainak száma 126 fő (2018. január 1.). Valprionde Belvèze, Bouloc-en-Quercy, Montaigu-de-Quercy, Belmontet, Lebreil és Sainte-Croix községekkel határos.
2016. január 1-jén négy másik korábbi községgel egyesült és az így létrejött Montcuq-en-Quercy-Blanc új község része lett.

## Népesség
A település népessége az elmúlt években az alábbi módon változott:
| Lakosok száma | 194  | 174  | 148  | 149  | 152  | 128  | 125  | 116  | 114  | 126  |
|               | 1962 | 1968 | 1982 | 1990 | 1999 | 2008 | 2011 | 2013 | 2017 | 2018 |